# Desayuno en Plutón
Desayuno en Plutón (Breakfast on Pluto) es una película dirigida en 2005 por el cineasta irlandés Neil Jordan. El film está basado en la novela del mismo título escrita por Patrick McCabe, quien también colaboró con Jordan en el guion de la película.
Ambientado en Irlanda en los años 60 y 70, la película narra la historia de Patrick/Kitten/Patricia (Cillian Murphy), una mujer transexual huérfana, cuyo mayor sueño es encontrar a su madre biológica, quien la abandonó para establecerse en Londres.
La película, además de exponer las dificultades de las personas transexuales para subsistir, también muestra el conflicto norirlandés y el terrorismo del IRA en su época más cruenta, así como la xenofobia hacia los irlandeses que este conflicto provocó en Gran Bretaña.

## Argumento
En la década de los 60 en el pueblo ficticio de Tyrellin, cerca de la frontera con el Ulster, la madre de Patrick lo abandona en la casa de su padre biológico, el sacerdote Padre Liam (Liam Neeson). El pequeño Patrick va creciendo con su familia adoptiva y sus amigos Charlie, Irwin y Lawrence, un niño con síndrome de Down cuyo padre cuenta a Patrick que su madre era la mujer más atractiva del pueblo por su parecido con la actriz Mitzi Gaynor, y le revela que abandonó Tyrellin para vivir en Londres.
Ya siendo adolescente, Patrick (Patricia) escribe una redacción para su estricto colegio católico en la que con su irreverente imaginación, conjetura sobre la relación entre sus padres biológicos. El escrito causa un escándalo tanto entre los sacerdotes del colegio como en su familia adoptiva, quienes la reprenden duramente. El incidente la induce a dejar su pueblo sin tener dónde ir.
Haciendo auto-stop conoce a un extravagante grupo de glam rock, con cuyo cantante inicia una relación sentimental. A partir de ese momento Patricia vivirá una serie de desventuras hasta llegar a Londres, donde comenzará la búsqueda de su madre.

## Reparto
- Cillian Murphy como Patrick/Patricia "Kitten" Braden.
- Liam Neeson como el padre Liam.
- Stephen Rea como Bertie Vaughan.
- Brendan Gleeson como John Joe Kenny.
- Gavin Friday como Billy Hatchett.
- Ruth Negga como Charlie.
- Laurence Kinlan como Irwin.
- Seamus Reilly como Lawrence.
- Eva Birthistle como Eily Bergin.
- Ian Hart como PC Wallis.
- Steven Waddington como el inspector Routledge.
- Ruth McCabe como Ma Braden.
- Liam Cunningham como el primer ciclista.
- Patrick McCabe como el maestro Peepers Egan.
- Conor McEvoy como Patrick Braden (a los diez años).

## Premios y nominaciones
Cillian Murphy fue galardonado con el premio IFTA (Premios de cine y televisión irlandeses) al mejor actor en 2007 y fue nominado en los Globos de oro en la categoría de mejor actor de comedia o película musical. Neil Jordan ganó tanto el premio IFTA al mejor director, como el premio al mejor guion junto con McCabe.